# Roussillon (Isère)
Roussillon é uma comuna francesa na região administrativa de Auvérnia-Ródano-Alpes, no departamento de Isère. Estende-se por uma área de 11,62 km². Em 2010 a comuna tinha 8 572 habitantes (densidade: 737,7 hab./km²).